# Amt für regionale Landesentwicklung
Die Ämter für regionale Landesentwicklung (ÄrL), geleitet durch vier Landesbeauftragte, existieren seit 2014 in Niedersachsen anstelle der vorherigen Regierungsvertretungen:
- ArL Braunschweig für die Region Südostniedersachsen
Landesbeauftragte: Dr. Ulrike Witt
- ArL Leine-Weser in Hildesheim für die Region Zentralniedersachsen, in diesem Zusammenhang als Leine-Weser-Gebiet bezeichnet,
Landesbeauftragter: Ottmar von Holtz[2]
- ArL Lüneburg für Nordostniedersachsen
Landesbeauftragte: Karin Beckmann
- ArL Weser-Ems in Oldenburg für Westniedersachsen, auch als Weser-Ems-Gebiet bezeichnet,
Landesbeauftragter: Nikolaus Jansen, seit 10. Mai 2023.

Die Zuständigkeitsgrenzen orientieren sich an den früheren Grenzen der Regierungsbezirke, wie sie von 1978 bis 2004 bestanden. Als Serviceeinrichtungen sollen die Beauftragten vor allem den ländlichen Raum mit seinen Regionen fördern und unterstützen. So sind sie zuständig für wesentliche Fragen der regionalen Landesentwicklung, der Regionalplanung und der Raumordnung, der Stadt- und Landentwicklung und der Wirtschaftsförderung, hier insbesondere bei der Umsetzung der Europäischen Strukturfonds.

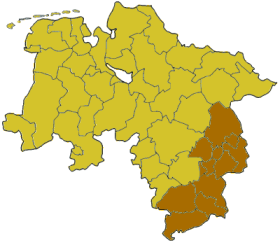
Zuständigkeitsbereich des Regionalbeauftragten in Braunschweig
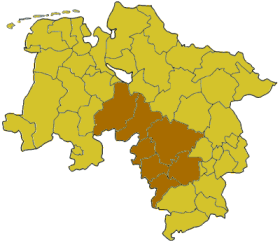
Zuständigkeitsbereich des Regionalbeauftragten in Hildesheim
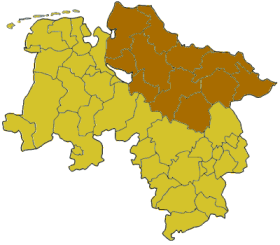
Zuständigkeitsbereich des Regionalbeauftragten in Lüneburg
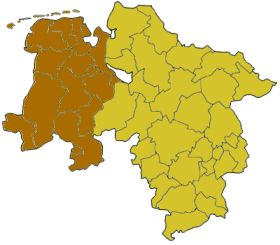
Zuständigkeitsbereich des Regionalbeauftragten in Oldenburg

## Hintergrund
Die SPD kündigte bereits vor ihrem Wahlsieg in der Landtagswahl 2013 an, die 2005 von der damaligen Landesregierung eingerichteten Regierungsvertretungen durch Regionalbeauftragte mit erweiterten Kompetenzen ersetzen zu wollen. Diese waren für die Bereiche der ehemaligen Regierungsbezirke, die von 1978 bis Ende 2004 bestanden, zuständig und hatten ihren Dienstsitz in Braunschweig, Hildesheim (für den ehemaligen Regierungsbezirk Hannover), Lüneburg und Oldenburg (für den ehemaligen Regierungsbezirk Weser-Ems). Über einen Staatssekretär in der Staatskanzlei bestand ein enger Kontakt zur Regierung.

## Kritik
Kritiker warfen der Landesregierung vor, durch diese Maßnahme die vorher eingesparten Regierungsbezirke wiederbeleben zu wollen und damit eine teure, überflüssige und ineffektive Verwaltungsstruktur wieder einzurichten. Funktionierende bestehende Strukturen würden ohne Notwendigkeit geopfert. Ein weiterer Punkt war die von Kritikern erwartete Bürgerferne der neuen Einrichtung, da Entscheidungskompetenzen, die bisher bei kommunalen Instanzen lagen, nun bei den Regionalbeauftragten lagen.

## Vorherige Regierungsvertretungen
Im Unterschied zu den abgeschafften Bezirksregierungen handelte es sich bei den 2005 eingerichteten Regierungsvertretungen organisatorisch nicht um Mittelbehörden, sondern um Referate des Niedersächsischen Ministeriums für Inneres und Sport. Ihre Aufgaben wurden von der Staatskanzlei und den fachlich zuständigen Ministerien in eigener fachlicher Verantwortung erfüllt.